# Corse (Schiff, 1983)
Die Corse ist ein Fährschiff der französischen Société nationale maritime Corse Méditerranée, das 1983 für den Fährdienst von Marseille nach Korsika und Tunesien in Dienst gestellt wurde und dort bis 2016 im Einsatz blieb. Das seitdem aufgelegte Schiff trägt seit 2018 den Namen Grand Ferry.

## Geschichte
Die Corse wurde am 29. Februar 1980 bei Dubigeon-Normandie in Nantes bestellt und am 16. Oktober 1982 vom Stapel gelassen. Nach der Taufe am 16. Mai 1983 wurde das Schiff am 16. Juni 1983 auf der Strecke von Marseille nach Korsika und Tunis in Dienst gestellt.
Die Corse wurde im Laufe ihrer Dienstzeit mehrfach als Truppentransporter an die französische Regierung verchartert. Im März 1983 zur Evakuierung von Truppen aus dem Libanon, im September 1990 von Saudi-Arabien nach Toulon und im März 1992 nach Jugoslawien.
2001 wurde das Schiff bei einem Umbau mit Stabilisatoren ausgestattet. Im September 2007 wechselte es auf die Strecke von Sète nach Oran, Skikda und Bejaia. Im Mai 2016 wurde die Corse nach 33 Dienstjahren ausgemustert und nach Salamis überführt, um dort in der Werft Spanopoulos Shipyard aufgelegt zu werden. Ab Anfang 2018 ankerte das Schiff bei einer Werft in Chalkida und erhielt im März 2018 den Namen Grand Ferry. Seit 2019 liegt die Grand Ferry in Buschehr. Eine geplante Reaktivierung wurde bislang nicht verwirklicht.
Das Schwesterschiff der Corse war die 1981 in Dienst gestellte Esterel, die zuletzt bis 2012 als Mistral Express in Fahrt war und nach vierjähriger Aufliegezeit 2016 in der Türkei abgewrackt wurde.